# 松平親懐
松平 親懐（まつだいら ちかひろ）は、幕末から近代にかけての庄内藩家老、政治家である。

## 生涯

### 生い立ちと出世
天保9年、庄内藩中老の松平権右衛門親敏の子として生まれ、安政6年（1859年）に家督を継ぐ。文久元年（1861年）蝦夷地副奉行、文久3年には当時庄内藩預かりとなっていた新徴組の御用掛に命じられた。元治元年9月200石を加増、1000石となる。同年11月、江戸定府を命じられ、翌慶応元年（1865年）、庄内藩兵の江戸市中取締を指揮するようになる。
慶応2年（1866年）、藩内で改革派藩士の酒井右京、大山庄太夫らを逮捕。翌年藩内の改革派を弾圧し、藩論は佐幕に統一した（丁卯の大獄）。そんな矢先の慶応4年（1868年）、相楽総三ら薩摩藩の意を汲んだ浪士たちに挑発され、他藩兵とともに江戸三田の薩摩藩邸を襲撃することを決断した（江戸薩摩藩邸の焼討事件）。結果的に戊辰戦争の引き金を引いた。
戊辰戦争では、庄内藩は旧幕府軍として奥羽越列藩同盟の中心となり、官軍と戦う。だが周囲の諸藩は次々と破られていき、明治元年9月26日（1868年11月10日）、降伏した。ただし、西郷隆盛らによる戦後処理は寛大なものであり、親懐は明治政府に仕えることとなる。

### 版籍奉還から死去
明治2年（1869年）には大泉藩（庄内藩から改称）の大参事となり、藩内に洋学所を開設。明治4年、第2次酒田県参事。
明治6年（1873年）、藩内でワッパ騒動が起こる。多額の過納租税があったとする農民たちが、その返還を求めて蜂起した。明治8年、酒田県廃止により鶴岡県参事となる。それより3年後の明治11年、ワッパ騒動の判決が児島惟謙によって出され、禁獄235日に処せられた。一応は農民の意見が認められた形だが、当時の県令三島通庸による圧政は変わることがなかった。
その後は後田山（松ヶ岡）の開墾事業の指揮を明治44年（1911年）に引退するまで続けた。
大正3年（1914年）、死去。享年77。

## 登場作品
- 『花嵐の剣士～幕末を生きた女剣士・中沢琴～』（2017年、NHK-BS、演：神尾佑[5]）